# Timothy Costelloe

Erzbischofswappen von Timothy Costelloe

Timothy John Costelloe SDB (* 3. Februar 1954 in East Melbourne) ist ein australischer Ordensgeistlicher und römisch-katholischer Erzbischof von Perth.

## Leben
Timothy Costelloe ging zunächst in Melbourne auf das St. Peter´s im Stadtteil East Bentleigh und auf das Salesianerkolleg in Chadstone. Er arbeitete als Lehrer am Christ College in Melbourne, bevor er sich 1977 den Salesianern Don Boscos anschloss. 1978 wurde er noch vom Christ College graduiert. Nachdem er seine philosophisch-theologischen Studien absolviert und am 8. September 1985 in der Ordensgemeinschaft der Salesianer Don Boscos die ewige Profess abgelegt hatte, wurde er am 25. Oktober 1986 durch Erzbischof Thomas Francis Little zum Priester geweiht.
Nach drei weiteren Jahren am Salesianerkolleg in Chadstone ging er an die Päpstliche Universität der Salesianer und schloss dort 1991 ein Lizenziat in Theologie ab. Nach seiner Rückkehr nach Melbourne hielt er Vorlesungen am Catholic Theological College in Melbourne. Von 1996 an arbeitete Costelloe als Pfarrer von St. Joachim, Victoria Park, in Perth. Gleichzeitig lehrte er an der University of Notre Dame Australia in Fremantle. Nachdem er am Melbourne College of Divinity seine Promotion abgeschlossen hatte, wurde er 1999 zum Rektor der Salesianerniederlassung in Melbourne und lehrte wieder am Catholic Theological College. Ab 2006 wirkte er zudem als Pfarrer von St. John the Baptist im Stadtteil Clifton Hill, ab 2007 auch von St. Joseph im Stadtteil Collingwood. In dieser Zeit hatte Costelloe auch mehrere Oberenämter in der Ordensgemeinschaft inne.
Am 30. April 2007 wurde er durch Papst Benedikt XVI. zum Weihbischof im Erzbistum Melbourne und Titularbischof von Cluain Iraird ernannt. Am 15. Juni 2007 spendete ihm Erzbischof Denis Hart die Bischofsweihe. Mitkonsekratoren waren der Erzbischof von Sydney, George Kardinal Pell, und der Apostolische Nuntius in Australien, Erzbischof Ambrose Battista De Paoli. Seinen Schwerpunkt legte er in der Diözese und in der Australischen Bischofskonferenz auf die katholische Erziehung und lehrte an der Australian Catholic University. Seine letzte Teilnahme an einem Ad-limina-Besuch war im Oktober 2011.
Am 20. Februar 2012 ernannte ihn Papst Benedikt XVI. zum Erzbischof von Perth. Die Installierung fand am 21. März 2012 statt. Er folgt damit auf Erzbischof Barry James Hickey. Am 15. Juni 2012 weihte er den ehemaligen anglikanischen Assistenzbischof im Erzbistum von Australien, Harry Entwistle, der zur römisch-katholischen Kirche konvertiert war, zum römisch-katholischen Priester und bestellte ihn zum Ordinarius des durch Papst Benedikt XVI. am selben Tag gegründeten Personalordinariats Unserer Lieben Frau vom Kreuz des Südens.
Am 29. Juni 2012 erhielt er zusammen mit 46 anderen Erzbischöfen von Papst Benedikt XVI. in Rom das Pallium überreicht. Anlässlich dieses Romaufenthaltes besuchte er am 4. Juli 2012 auch die Universität der Salesianer Don Boscos.
Die katholischen Bischöfe Australiens haben Timothy Costelloe am 6. Mai 2022 zum neuen Vorsitzenden gewählt; er trat die Nachfolge von Erzbischof Mark Coleridge an, der zwei Jahre lang Präsident der Australischen Katholischen Bischofskonferenz war. Costelloe wurde am 15. März 2023 zudem in die Vorbereitungskommission für die 16. ordentlichen Generalversammlung der Bischofssynode zum Thema „Für eine synodale Kirche – Gemeinschaft, Teilhabe und Mission“ berufen. Außerdem ernannte ihn Papst Franziskus am 10. Januar 2024 zum Konsultor des Generalsekretariats der Bischofssynode.
Vom 30. Juni 2023 bis zum 19. März 2025 war Costelloe zusätzlich Apostolischer Administrator des vakanten Bistums Bunbury.

## Schriften
- A Critical Evaluation of the Theology of Ordained Ministry of Pope John Paul II, Ph.D. diss., Melbourne College of Divinity, 1998